# Hazel Brooks

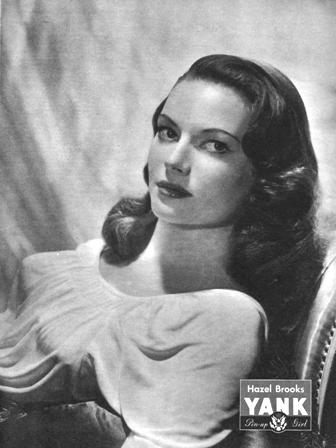
Hazel Brooks

Hazel Brooks (* 8. September 1924 in Kapstadt, Südafrikanische Union; † 18. September 2002 in Bel Air, Kalifornien) war eine US-amerikanische Schauspielerin.

## Leben
Bereits als 18-Jährige wurde sie von Metro-Goldwyn-Mayer unter Vertrag genommen und gab 1943 ihr Filmdebüt mit Du Barry Was a Lady. Ihren größten Erfolg hatte sie 1947 an der Seite von Lilli Palmer in Jagd nach Millionen und 1948 neben John Garfield als die skrupellose Daphne in Schlingen der Angst. Bereits 1953 beendete sie ihre Film-Karriere und trat nur noch einmal zwei Jahre später als Gaststar in der Loretta Young Show vor die Kamera.
Hazel Brooks war von 1944 bis zu seinem Tod 1960 mit dem 32 Jahre älteren Szenenbildner Cedric Gibbons verheiratet. Später heiratete sie den Arzt Dr. Rex Ross und blieb mit ihm bis zu seinem Tod 1999 zusammen.
Hazel Brooks starb nach langer Krankheit in ihrem Haus in Bel Air.

## Filmografie
- 1943: Du Barry was a Lady
- 1943: Girl Crazy
- 1944: Rationing
- 1944: Taxi Driver
- 1944: Meet the people
- 1944: Marriage is a private Affair
- 1944: Dreißig Sekunden über Tokio (Thirty Seconds over Tokyo)
- 1945: Zu klug für die Liebe (Without Love)
- 1946: Die Harvey-Girls (The Harvey Girls)
- 1947: Jagd nach Millionen (Body and Soul)
- 1948: Triumphbogen (Arch of Triumph)
- 1948: Schlingen der Angst (Sleep, My Love)
- 1951: The Basketball Fix
- 1953: The I don´t care Girl
- 1955: The Loretta Young Show